# نانو (بازیکن فوتبال اسپانیایی، زاده ۱۹۸۲)
نانو (انگلیسی: Nano؛ زادهٔ ۲۰ آوریل ۱۹۸۲) بازیکن فوتبال اهل اسپانیا است.
از باشگاه‌هایی که در آن بازی کرده‌است می‌توان به باشگاه فوتبال بارسلونا، باشگاه فوتبال ختافه، باشگاه فوتبال بارسلونا سی، باشگاه فوتبال بارسلونا بی، باشگاه فوتبال اتلتیکو مادرید، باشگاه فوتبال کادیس، باشگاه فوتبال نومانسیا، باشگاه فوتبال اوساسونا و باشگاه فوتبال دپورتیوو آلاوز اشاره کرد.
وی همچنین در تیم‌های ملی فوتبال زیر ۱۷ سال اسپانیا و زیر ۲۱ سال اسپانیا بازی کرده‌است.